# Ляпики и злохвосты
«Ля́пики и злохво́сты» (англ. Bottersnikes and Gumbles) — цикл произведений для детей австралийского писателя С. А. Уэйкфилда, опубликованный в 1960—80-е годы и посвящённый одноимённым вымышленным персонажам, небольшим дружелюбным ляпикам (англ. Gumbles) и агрессивным ленивым злохвостам (англ. Bottersnikes). Книги проиллюстрированы художником Десмондом Дигби (англ. Desmond Digby). В 2016 году на основе книг цикла был снят анимационный сериал.
Первый перевод первой книги о ляпиках и злохвостах на русский язык вышел в 1994 году. Позже переводчик Олег Водопьянов написал собственное продолжение похождений героев. Также книга выходила в России в 1995 году в переводе Е. Конекина под названием «Буруты и грулики».

## Книги цикла
Всего С. А. Уэйкфилд написал четыре книги о ляпиках и злохвостах. Выходили также сборники избранных историй про них.
- Bottersnikes and Gumbles (1967)[7]
- Gumbles on Guard (1975)[7]
- Gumbles in Summer (1979)[7]
- Gumbles in Trouble (1989)[7]

Полное издание всех четырёх книг:
- The Complete Tales of Bottersnikes and Gumbles (1996)[7]

Избранные рассказы:
- The Selected Adventures of Bottersnikes and Gumbles (2015)[7]

## Сюжет
Действие происходит в австралийском буше. Главные герои повествования — две группы разумных и говорящих вымышленных существ, которые живут в буше рядом с обычными его обитателями. Ляпики — небольшие мягкие дружелюбные существа, готовые помочь другим. Они любят купаться в ручье, хотя не умеют плавать. Их особенность является то, что их можно сильно сжать, так что им не сразу удаётся принять исходную форму. Злохвосты — более крупные, у них зеленая чешуйчатая кожа, длинные острые уши, а на месте бровей растут поганки. Они очень ленивы и не любят работать, много времени проводят во сне. Поскольку строить себе жилища они не хотят, живут на кучах мусора. Управляет ими Король-злохвост. Злохвосты ненавидят воду и съёживаются, попав в неё, пока снова не высохнут; кончики их ушей становятся ярко-красными, когда злохвосты сердятся. Питаются они в основном картинками с едой из газет и журналов. Один из злохвостов, Смигл, обладает способностью «вы́спать» что-то, что его попросят, то есть увидеть это во сне, в результате чего объект появляется на самом деле.
На протяжении повествования злохвосты не раз пытаются поймать ляпиков и заставить их работать на себя и делать им из кучи мусора удобные постели или искать для них еду. Однажды злохвосты, чтобы оставить ляпиков при себе, засовывают их в пустые консервные банки, однако оставшийся на свободе ляпик Вилли находит консервный нож и вырезает донца у банок, что позволяет ляпикам убежать («Побег»). В другой раз, снова поймав ляпиков, злохвосты заставляют их тушить загоревшуюся соломенную шляпу злохвоста Чанка, однако Вилли снова удаётся освободить друзей, подложив во все консервные банки пружины из старого матраса, так что ляпики вылетают из банок и упрыгивают от злохвостов («Воздух напружинился»). Иногда ляпики соединяются вместе — например, образуют своими телами длинный Ляпикошнур, чтобы перебраться с разрушенного моста на берег («Банг!»), а когда злохвосты, поленясь засунуть каждого ляпика в банку, помещают их всех вместе в ёмкость из-под супа, все ляпики слипаются в один гигантский Ляп, который связывает всех злохвостов хвостами («Королевское угощение»)…

## Оценки
Произведения о ляпиках и злохвостах называют «юмористической иллюстрированной историей о необходимости сохранять австралийскую природу буша».
По мнению исследователей детской литературы, книга Уэйкфилда появилась в тот период, когда целый ряд писателей-фантастов обратились к миру малых существ, живущих рядом с людьми: например, «Добывайки» Мэри Нортон (1952) или «Уомблы» Элизабет Бересфорд (1968). В качестве источника вдохновения для произведений этой волны могли послужить повести Туве Янссон о Муми-троллях, переводы которых появились на английском языке в конце 1940-х годов. Все эти истории связаны с идеей избегания внешнего мира, нахождения для детей укрытия от угроз.

## Экранизация
В 2016 году вышел одноимённый анимационный сериал по мотивам книг Уэйкфилда, состоящий из 52 серий по 12 минут.